# میدان گازی گشوی جنوبی

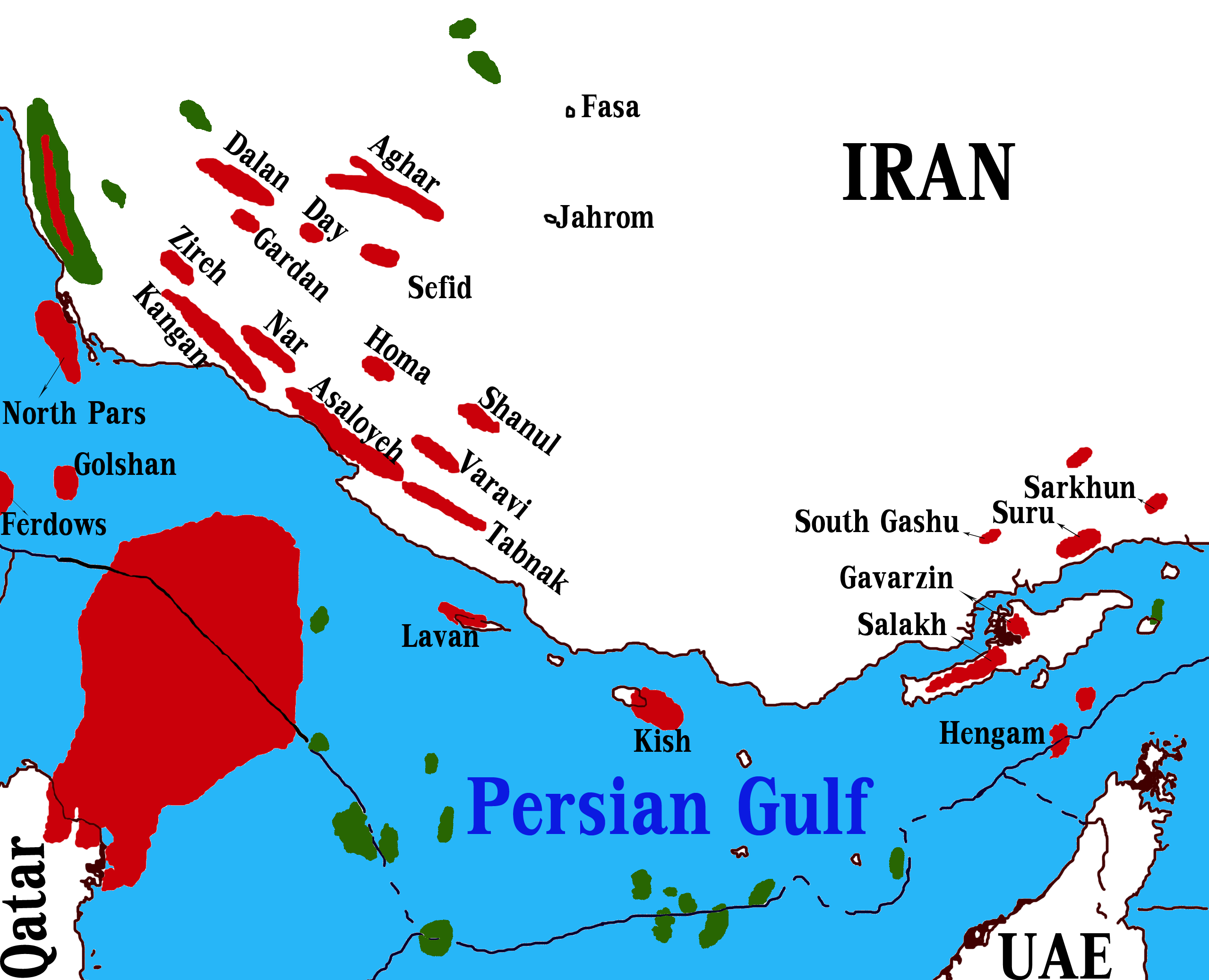
میدان‌های گازی ایران

میدان گازی گشوی جنوبی، در استان هرمزگان و در شمال روستای آرابی۷۰ کیلومتری غرب بندرعباس قرار دارد.
این میدان مستقل که ذخیره گاز درجای آن بیش از ۴ تریلیون فوت مکعب برآورد شده‌است، از سوی شرکت نفت مناطق مرکزی ایران، با همکاری مشاوران و پیمانکاران، در حال اجرا و توسعه می‌باشد...
هدف از اجرای این طرح، استخراج و پالایش روزانه در حدود ۱۴ میلیون متر مکعب گاز سبک شیرین، حدود ۵ هزار بشکه نفت و هزار تن گوگرد است.
طبق برنامه ریزی، قرار است گاز تولیدی از این میدان، به خط لوله سراسری هفتم منتقل و دیگر محصولات تولیدی آن، مانند نفتا و گوگرد صادر شوند.
طرح توسعه میدان گازی گشوی جنوبی، برای نخستین بار در سال ۱۳۸۱ ابلاغ و پس از دو سال متوقف شد، زیرا سیاست شرکت ملی نفت بر این بود، که نخست میدان‌های گازی دیگر، مانند میدان گازی پارس جنوبی، توسعه پیدا کند. ولی هم‌اکنون تولید از این میدان، به ویژه برای تأمین گاز استان‌های جنوب شرقی کشور، دارای اهمیت است.
فرآورش پالایشگاه گشوی جنوبی، روزانه ۱۴٫۱ میلیون متر مکعب است و برای ساخت آن ۱٫۳ میلیارد دلار سرمایه‌گذاری شده‌است.
لازم به ذکر است، که میدان گشوی جنوبی، با توجه به برخورداری از گاز بسیار ترش، یک مخزن ویژه خوانده می‌شود و سیال این میدان، همزمان سولفید هیدروژن و گاز کربنیک دارد... 
پس از تکمیل پالایشگاه گشوی جنوبی، روزانه در حدود ۱۴ میلیون متر مکعب، گاز سبک شیرین، پنج هزار بشکه نفت و هزار تن گوگرد تولید خواهد شد، که گاز سبک به خط لوله هفتم سراسری تزریق می‌شود؛ نفتا به بندر شهید رجایی، جهت صادرات و درصدی از آن نیز به پالایشگاه بندرعباس ارسال و سولفور تولیدی نیز، صادر خواهد شد. 
برای اولین بار پروژه توسعه یک میدان، از ابتدا تا انتهایی‌ترین بخش، توسط نیروهای ایرانی انجام می‌شود، همچنین مهندسی مفهومی، پایه و مقدماتی تکمیلی و نیز مدیریت پروژه نیز، توسط شرکت‌های ایرانی انجام می‌گیرد.